# Berlinische Miniaturen
Berlinische Miniaturen war eine Buchreihe, die im Ostberliner Verlag Das Neue Berlin erschien und von Christian Uhl und Ingeborg Kauerhof herausgegeben wurde. Zwischen 1948 und 1955 erschienen 22 Bände mit literarischen, biografischen und historischen Texten.
| Nummer | Autor*in             | Titel                              | Untertitel, weitere Angaben                                                                     | Ersterscheinung |
| ------ | -------------------- | ---------------------------------- | ----------------------------------------------------------------------------------------------- | --------------- |
| 1      | Adolf Glaßbrenner    | Das heitere Brennglas              | Ausgewählt und mit einem Nachwort versehen von Christian Uhl                                    | 1948            |
| 2      | Karl Gutzkow         | Herrn Cleanths Garten              | Mit einem Nachwort von Christian Uhl                                                            | 1948            |
| 3      | Walter Zille         | Heinrich Zille und sein Berlin     | Persönliche Erinnerungen an den Meister                                                         | 1948            |
| 4      | Fred von Zollikofer  | Heimkehr                           | Gedichte. Zeichnungen von Fritz Dreyer und Luigi Malipiero                                      | 1948            |
| 5      | Theodor Fontane      | Stine                              |                                                                                                 | 1949            |
| 6      | Claire May           | Rahel Varnhagen                    | Ein Berliner Frauenleben im 19. Jahrhundert                                                     | 1949            |
| 7      | Georg Hermann        | Nur für Herrschaften               | Eingeleitet und ausgewählt von Chr. Coler                                                       | 1949            |
| 8      | Theodor Fontane      | Aus meiner Werkstatt               | Unbekanntes und Unveröffentlichtes, gesammelt von Albrecht Gaertner. Vignetten von Fritz Dreyer | 1950            |
| 9      | Heinrich Löwenthal   | Der goldene Galgen                 | Berichte über Kriminalfälle aus dem alten Berlin [Teil 1]                                       | 1951            |
| 10     | Heinrich Löwenthal   | Köpfe und Käuze                    | Berliner Kulturbilder                                                                           | 1951            |
| 11     | Paul Gerhardt Dippel | Albert Lortzing                    | Ein Leben für das deutsche Musiktheater                                                         | 1951            |
| 12     | Lore Mallachow       | Bettina                            |                                                                                                 | 1952            |
| 13     | Wilhelm Spohr        | Berliner Anekdoten                 | Ein Streifzug durch die Vergangenheit Berlins im Lichte der Anekdote                            | 1952            |
| 14     | Heinrich Löwenthal   | Der verschwundene Lord             | Berichte über Kriminalfälle aus dem alten Berlin [Teil 2]                                       | 1952            |
| 15     | Paul Gerhardt Dippel | Klingende Einkehr                  | Michail Glinka und Berlin                                                                       | 1953            |
| 16     | Theo Piana           | E.T.A. Hoffmann                    | Ein Lebensbild                                                                                  | 1953            |
| 17     | Christian Friedrich  | Staatsoper Berlin                  | Ein Streifzug durch die Vergangenheit                                                           | 1953            |
| 18     | Heinrich Heine       | Briefe aus Berlin                  | Herausgegeben von Walther Victor                                                                | 1954            |
| 19     | Heinrich von Kleist  | Berliner Abendblätter              | 1. Oktober 1810 bis 30. März 1811                                                               | 1954            |
| 20     | Karl Schurz          | Flucht aus dem Spandauer Zuchthaus | Mit einer Einleitung von Gerhart Eisler                                                         | 1955            |
| 21     | Wilhelm Hauff        | Die Sängerin                       |                                                                                                 | 1955            |
| 22     | Walther Victor       | Goethe in Berlin                   |                                                                                                 | 1955            |

## Quelle
- Liste der Bände bei der Deutschen Nationalbibliothek